# Die gelbe Jacke (Lehár)
Die gelbe Jacke ist eine Operette in drei Akten des Komponisten Franz Lehár. Das Libretto stammt von Victor Léon. Die Uraufführung fand am 9. Februar 1923 im Theater an der Wien in Wien statt. Komponiert wurde es gleichzeitig mit der Blauen Mazur und Frasquita. Das Werk wurde aber erst später fertiggestellt. Die gelbe Jacke ist (in der Operette) eine hohe chinesische Auszeichnung.

## Entstehungsgeschichte
Die ursprüngliche Idee eine Operette mit chinesischen Hintergrund zu schreiben hatte Lizzy Marischka-Leon, die Tochter des Librettisten. Kurz vor ihrem frühen Tod regte sie in der Weihnachtszeit 1917 ein Operettenlibretto vor chinesischem Hintergrund an. Franz Lehár begann sofort mit einigen musikalischen Skizzen und schon 1918 hatte man einen Vertrag mit dem Theater an der Wien abgeschlossen, während sich Victor Léon an die Ausarbeitung des Textbuches machte. Die Arbeiten zogen sich aber länger hin, auch weil der Komponist, wie oben erwähnt, noch an zwei anderen Operetten arbeitete. Erst an Weihnachten 1922 hatte er mit dem Klavierauszug das Werk vollendet.

## Handlung
Die Handlung ist eine Liebesgeschichte zwischen Sou Chong und Lea Limburger. Im Unterschied zur späteren Fassung im Das Land des Lächelns findet „Die gelbe Jacke“ ein Happy End, weil der Prinz auf seine chinesischen Ansprüche verzichtet und seine Lea heiratet.

## Rezeption
Die Premiere der Operette am 9. Februar 1923 wurde vom Publikum gut aufgenommen. Der Komponist hatte seiner Musik eine ganz neue, an das chinesische angepasste, Prägung verliehen. Trotz des Erfolgs bei der Premiere hielt sich die Operette damals nicht lange auf dem Spielplan. Das lag auch daran, dass sich damals die Operettenkomponisten, Lehár eingeschlossen, mit ihren vielen Werken gegenseitig von den Bühnen verdrängten. Auch konnte der Komponist damals nicht auf Richard Tauber zurückgreifen, der dann später viele Erfolgsoperetten Lehárs mit aus der Taufe hob. Im Jahr 1929 bearbeitete er den Stoff neu. Ludwig Herzer und Fritz Löhner-Beda revidierten das Textbuch. Heraus kam der Welterfolg Das Land des Lächelns. Die Originalfassung der Gelben Jacke wird seither nicht mehr gespielt.

## Unterschiede zum Land des Lächelns
Die gelbe Jacke unterscheidet sich in vielen Punkten von ihrem späteren Remake. Norbert Linke hat auf den Seiten 96 und 97 seiner Lehár Biographie einige Unterschiede und auch Gemeinsamkeiten herausgestellt. Es beginnt schon mit den Personen. Die Lisa im Land des Lächelns heißt in der ersten Fassung noch Lea Limburger und Gustl heißt Claudius von Wimpach. Modetänze wie Shimmy und Foxtrott wurden vom Original nicht in das Land des Lächelns übernommen. Diese passten nicht in den opernhaften Stil der Neufassung. Folgende Lieder wurden vom Original übernommen und sind somit Bestandteil auch der Gelben Jacke: Freunderl mach dir nichts draus, Immer nur Lächeln, Wenn die Chrysanthemen blühen und Von Apfelblüten einen Kranz. Das Duett Es hängt der Himmel voller Geigen aus der Gelben Jacke wurde umgetextet und in der Partitur von Nr. 14 (Gelbe Jacke) auf Nr. 4 (Land des Lächelns) verlegt. Es heißt seither Bei einem Tee a deux. Neukompositionen im Land des Lächelns und damit nicht Teil der Gelben Jacke sind u. a. das Duett Wer hat die Liebe uns ins Herz gesenkt und das Lied Märchen vom Glück. Die Finali und Chöre waren in der Gelben Jacke deutlich länger gestaltet. Außerdem endete die ursprüngliche Handlung noch mit einem Happy End. Das Lied Ich möchte wieder einmal die Heimat sehen, hieß in der Gelben Jacke noch Ich möchte wieder einmal den Prater sehen. Die erfolgreichste Änderung im Land des Lächelns war die Umarbeitung und Umplatzierung des Liedes Duft strömt aus deinem Haar und deine Haut ist wie Parfüm. Daraus wurde nun der Richard Tauber Erfolg Dein ist mein ganzes Herz, vielleicht das bekannteste Operettenlied überhaupt.
Lieder, die nur in der Gelben Jacke enthalten sind, sind u. a.: Li Tsching-Lu (Lied), Wien Du mein Wien (Walzerlied), Wärst Du jetzt bei mir (Lied), und Vatter such mir eine Braut (Marsch-Lied), ein chinesischer Onestep und ein großes Divertissement. Manche dieser Titel werden nicht unter den unten folgenden Musiknummern aufgeführt. Das mag daran liegen, dass sie Teil eines der Finales oder Unternummern anderer Nummern sind.
Für die Szene der Verleihung der Gelben Jacke werden im Klavierauszug des Land des Lächelns zwei Versionen angeboten. Die eine Variante wurde vom Komponisten 1929 neu bearbeitet und verkürzt. Die andere längere Version entstammt der Gelben Jacke. Bei Aufführungen des Land des Lächelns ist es den Dirigenten freigestellt, welche dieser Versionen sie spielen wollen.

## Musiknummern der Gelben Jacke
Die folgende Liste der Musiknummern ist dem Lehár-Werkverzeichnis der Franz-Lehár Gesellschaft entnommen.
1. Einleitung und Lied
2. Duett: Es ist nicht das erste Mal
3. Lied: Immer nur Lächeln
4. Von Apfelblüten einen Kranz
5. Terzett: Gscheit sein
6. Finale I
7. Die Verleihung der Gelben Jacke
8. Quartett: Ein Englein ist entflohen
9. Lied: Ich möcht wieder einmal den Prater sehen
10. Das Märchen von Li-Tsching-Lu
11. Walzer: Wien, du mein Wien
12. Lied: Zig, zig, zig (Wenn die Chrysanthemen blühen)
13. Finale II
14. Duett: Moderne Frauen... Es hängt der Himmel voller Geigen
15. Lied: Jetzt fällt mir was Gutes ein
16. Finale III: mit Leas Lied „Ich werde ihn nun wieder sehen“.

## Trivia
Von allen Versuchen von Franz Lehár einem früheren, weniger erfolgreichem Werk, durch eine Neubearbeitung neues Leben einzuhauchen ist sein Versuch mit der Umgestaltung der Gelben Jacke zum Land des Lächelns mit Abstand der erfolgreichste geblieben. Die meisten dieser Versuche sind gescheitert. Nur mit der Neubearbeitung der Operette Endlich Allein aus dem Jahr 1914 zu Schön ist die Welt hatte er einen gewissen aber bei weitem nicht so großen Erfolg.